# 5776 (année hébraïque)
5776 (hébreu : ה'תשע"ו , abbr. : תשע"ו) est une année hébraïque qui a commencé à la veille au soir du 14 septembre 2015 et s'est finie le 2 octobre 2016. Cette année a compté 385 jours. Ce fut une année embolismique dans le cycle métonique, avec deux mois de Adar - Adar I et Adar II. Ce fut la première année depuis la dernière année de chemitta.
En l'an 5776, l'État d'Israël a fêté ses 68 ans d'indépendance.

## Calendrier
Ce calendrier hébraïque de l'année 5776 donne les correspondances avec les dates du calendrier grégorien.
Le premier nombre dans chaque case correspond au jour du mois hébraïque. Les jours en couleurs sont des jours remarquables juifs ou israéliens.
| ◄◄ | 5776 | ►► |

## Événements
- Attentats du 12 novembre 2015 à Beyrouth
- Attentats du 13 novembre 2015 en France
- Attentat du 14 juillet 2016 à Nice
- Fusillade du 22 juillet 2016 à Munich
- Attentat du 23 juillet 2016 à Kaboul

## Décès
- Harry Zvi Lipkin
- Hossein Hamadani
- Elie Wiesel
- Joseph Haïm Sitruk
- Shimon Peres

5771 - 5772 - 5773 - 5774 - 5775 - 5776 - 5777 - 5778 - 5779 - 5780 - 5781